# Matija Kačan
Matija Kačan (Zagreb, 1980.) hrvatski je glumac
Rodio se u Zagrebu 1980. godine. Diplomirao je na Akademiji dramske umjetnosti u Splitu. Pohađao je i studije na Fakultetu političkih znanosti te na Teološkom fakultetu na kojem je bio apsolvent, ali nije ih završio. Imao je ulogu svećenika Jeronima u hrvatskoj sapunici „Larin izbor” 2012. godine. Glumio je u više kazališnih predstava u HNK-u Split, u kazalištu PlayDrami i Teatru &TD.
Bio je stalni član osječkoga HNK sedam godina. Imao je epizodne uloge u mnogim hrvatskim televizijskim serijama kao što su: „Počivali u miru”, „Drugo ime ljubavi”, „Bogu iza nogu”, „Šutnja” i dr.

## Filmografija

### Televizijske uloge
| Godina | Naslov            | Uloga            |
| ------ | ----------------- | ---------------- |
| 2024.  | Sjene prošlosti   | Tomo Lončar      |
| 2024.  | Mrkomir Prvi      | Jaroslav         |
| 2023.  | Šutnja            | Lucijan Matić    |
| 2022.  | Kumovi            | novinar          |
| 2022.  | Metropolitanci    | Borut Stojšek    |
| 2021.  | Bogu iza nogu     | djelatnik SZO    |
| 2019.  | Drugo ime ljubavi | policajac        |
| 2019.  | Uspjeh            | Filip            |
| 2018.  | Rat prije rata    | zapovijednik ATJ |
| 2018.  | Počivali u miru   | Dražen Marić     |
| 2014.  | Stipe u gostima   | dostavljač       |
| 2012.  | Larin izbor       | svećenik Jeronim |

### Filmske uloge
| Godina | Naslov              | Uloga                      |
| ------ | ------------------- | -------------------------- |
| 2018.  | Anđeo čuvar         | službenik u banci Andersen |
| 2016.  | ZG 80               | Filip                      |
| 2015.  | Ti mene nosiš       | voditelj poslovnice        |
| 2014.  | Vlog                | Krešo                      |
| 2011.  | Gargo (kratki film) |                            |

## Vanjske poveznice
- Matija Kačan u internetskoj bazi filmova IMDb-u (engl.)